# Geudae anui blue
Pour plus de détails, voir Fiche technique et Distribution.
Geudae anui blue (그대 안의 블루) est un film sud-coréen réalisé par Lee Hyun-seung, sorti en 1992.

## Synopsis
Ho-seok, un décorateur de vitrines, rencontre Yoo-lim alors qu'elle court vers lui en robe de mariée. Ils deviennent collègue. Un jour, Yoo-lim rencontre un homme et se marie avec lui. Ho-seok part quant à lui en Italie. Finalement, Yoo-lim va se décider à quitter son mari pour rejoindre Ho-seok et commencer une nouvelle vie.

## Fiche technique
- Titre : Geudae anui blue
- Titre original : 그대 안의 블루
- Titre anglais : The Blue in You
- Réalisation : Lee Hyun-seung
- Scénario : Lee Hyun-seung
- Musique : Kim Hyeon-cheol
- Photographie : Jeong Kwang-seok
- Montage : Kim Hyeon
- Production : Lee Sun-yeol
- Société de production : Se-kyeong Productions
- Pays de production :  Corée du Sud
- Genre : Romance
- Durée : 115 minutes
- Dates de sortie : 
  - Corée du Sud : 25 décembre 1992

## Distribution
- Ahn Sung-ki : Ho-seok
- Kang Soo-youn : Yoo-lim
- Choi Yu-ra
- Kim Hyung-il
- Kang Neung-won

## Distinctions
Le film a été nommé pour le Blue Dragon Film Award du meilleur film.